# Free Enterprise V
Die Free Enterprise V war ein 1970 in Dienst gestelltes Fährschiff der britischen Reederei Townsend Car Ferries, das für das Unternehmen bis 1988 im Ärmelkanal zum Einsatz kam. Nach mehreren Besitzerwechseln und Umbenennungen wurde das zuletzt als Veronica Line betriebene Schiff im Februar 2011 ausgemustert und 2012 in Albanien abgewrackt.

## Geschichte
Die Free Enterprise V lief am 31. Januar 1970 unter der Baunummer 755 in der Werft von I.C.H. Holland in Schiedam vom Stapel, die Ablieferung an Townsend Car Ferries (später als Townsend Thoresen bekannt) erfolgte im Mai 1970. Die Indienststellung des Schiffes erfolgte am 31. Mai 1970 auf der Strecke von Dover nach Calais.
In den folgenden Jahren kam die Free Enterprise V auf verschiedenen Routen zum Einsatz. Unter anderem lief sie hierbei die Häfen von Portsmouth, Cherbourg, Zeebrugge und Le Havre an. Zuletzt bediente das Schiff seit Juni 1987 die Strecke von Dover nach Boulogne-sur-Mer.
Nach der Übernahme von Townsend Thoresen durch P&O European Ferries wurde die Free Enterprise V im Januar 1988 in Pride of Hythe umbenannt und (nach vergeblichen Verkaufsversuchen seitens der Reederei) noch bis Januar 1993 weiter zwischen Dover und Boulogne-sur-Mer betrieben. Anschließend war das Schiff aufgelegt stand abermals zum Verkauf ausgeschrieben.
Im April 1993 übernahm die in Zypern ansässige Reederei Charterhall Shipping die Fähre unter dem Namen Laburnum. Unter Charter verschiedener Reedereien stand das Schiff fortan auf verschiedenen Strecken vor Italien, Slowenien und Albanien im Einsatz. Von Juli 2001 bis November 2002 wurde die Laburnum von Trans Europe Ferries für den Dienst zwischen Ostende und Ramsgate genutzt. Die in Marokko ansässige Reederei Comanav charterte das Schiff im Januar 2003 für die Strecke zwischen Genua nach Tanger. Nachdem die Fähre 2003 den Namen Tadla erhielt wurde sie von Juni bis Oktober 2004 erneut von Comanav genutzt, diesmal für den Dienst zwischen Neapel und Nador. Nach einem kurzen Einsatz für die Reederei Ferrimaroc zwischen Almería und Nador im Juli 2006 wurde das Schiff im August 2006 aufgrund von Sicherheitsmängeln in Genua aufgelegt.
Nach acht Monaten Liegezeit ging die Tadla im April 2007 in den Besitz der ebenfalls in Zypern ansässigen Medglory Shipping über und erhielt den Namen Veronica Line. Ab Mai 2007 stand das Schiff für die Veronica Lines zwischen Brindisi und Durrës im Einsatz. Nach offener Zahlungsforderungen wurde die Veronica Line am 18. Februar 2011 in Vlora arrestiert. Das Schiff kam nicht wieder in Fahrt, sondern wurde stattdessen im August 2012 in Albanien abgewrackt.